# San José (Petén)
San José (en honor a su santo patrono José de Nazaret) es un municipio en el departamento de Petén en la República de Guatemala. 
Su extensión territorial es de 2,252 kilómetros cuadrados y ocupa el seis por ciento de la superficie del municipio. Su mayor extensión se encuentra dentro de la reserva de la biosfera maya. Hay servicios regulares de autobuses y lanzaderas desde la ciudad de Flores (ya que forma parte del trayecto hacia la ciudad maya de Tikal) siendo El Remate la más importante por su ubicación.
El casco municipal del municipio de San José tiene sus calles empedradas o asfaltadas y la mayor parte inclinadas. Pero para el resto de comunidades la situación es distinta: pocas calles asfaltadas y la gran mayoría de caminos son de terracería y se ven obligados a utilizar fosas sépticas, pues carecen de servicios de drenajes, y el servicio telefónico es mínimo. El porcentaje de hogares con acceso a agua potable es del 97%.
La ocupación principal de sus habitantes es la agricultura de subsistencia 51%, la actividad industrial-artesanal, servicios y turismo 49%. La tenencia de la superficie total de la tierra es de 98% arrendada y 2% en usufructo , de las cuales las microfincas tienen el 89%, subfamiliares 6%, familias 4%, y multifamilias 1%. Los productos que más se cultivan son maíz, frijol, tomate y pepita.
Su frontera con México fue establecida en 1896, tras el Tratado Herrera-Mariscal que suscribiera el presidente Justo Rufino Barrios en 1882 con el gobierno de México,
En 1962 durante el gobierno del general Miguel Ydígoras Fuentes, se creó el municipio de Melchor de Mencos y San José perdió las áreas de Tikal, Uaxactún y El Remate, entre otras, que se anexaron al municipio de Flores, ocasionando problemas entre los habitantes de ambos municipios.

## Demografía
Su población total para el año 2002 era de 5,278 habitantes, distribuidos en 41% urbano y 59% rural con una densidad de dos habitantes por kilómetro cuadrado. La integración por un grupo étnico es de 59% indígena y 41% no indígena;  la tasa de analfabetismo era del 20% y la población económicamente activa (PEA) es del 30% de la población. Es el municipio menos poblado en el departamento de Petén.

## División política
Este municipio se encuentra dividido territorialmente por un pueblo o cabecera municipal llamado San José, una aldea denominada Jobompiche, y los caseríos Corozal y San Pedro.

## Geografía física

### Hidrografía
La red hidrográfica del municipio de San José está situada dentro de la Cuenca Hídrica III, la parte sur del municipio se asienta sobre las márgenes del Lago Petén Itza. Posee muchas lagunetas llamadas aguadas, como la de Santa Cruz, Zapote Bobal entre otras. Entre sus arroyos sobresalen el Seco, Santa Isabel, Macabil, Santa María entre otros. Las aguadas y lagunetas bautizadas con los nombres de campamentos chicleros.

### Clima
La cabecera municipal de San José tiene clima tropical (Clasificación de Köppen: Aw) y su cabecera municipal tiene una altura de 116 m s. n. m.
| Parámetros climáticos promedio de Flores | Parámetros climáticos promedio de Flores | Parámetros climáticos promedio de Flores | Parámetros climáticos promedio de Flores | Parámetros climáticos promedio de Flores | Parámetros climáticos promedio de Flores | Parámetros climáticos promedio de Flores | Parámetros climáticos promedio de Flores | Parámetros climáticos promedio de Flores | Parámetros climáticos promedio de Flores | Parámetros climáticos promedio de Flores | Parámetros climáticos promedio de Flores | Parámetros climáticos promedio de Flores | Parámetros climáticos promedio de Flores |
| Mes                                      | Ene.                                     | Feb.                                     | Mar.                                     | Abr.                                     | May.                                     | Jun.                                     | Jul.                                     | Ago.                                     | Sep.                                     | Oct.                                     | Nov.                                     | Dic.                                     | Anual                                    |
| ---------------------------------------- | ---------------------------------------- | ---------------------------------------- | ---------------------------------------- | ---------------------------------------- | ---------------------------------------- | ---------------------------------------- | ---------------------------------------- | ---------------------------------------- | ---------------------------------------- | ---------------------------------------- | ---------------------------------------- | ---------------------------------------- | ---------------------------------------- |
| Temp. máx. media (°C)                    | 27.0                                     | 27.9                                     | 29.2                                     | 30.9                                     | 32.5                                     | 32.4                                     | 31.0                                     | 31.2                                     | 30.7                                     | 29.1                                     | 27.6                                     | 26.8                                     | 29.7                                     |
| Temp. media (°C)                         | 22.9                                     | 23.5                                     | 24.9                                     | 26.5                                     | 28.1                                     | 28.3                                     | 27.1                                     | 27.1                                     | 26.8                                     | 25.3                                     | 23.6                                     | 22.6                                     | 25.6                                     |
| Temp. mín. media (°C)                    | 18.8                                     | 19.1                                     | 20.6                                     | 22.2                                     | 23.8                                     | 24.3                                     | 23.2                                     | 23.1                                     | 23.0                                     | 21.6                                     | 19.7                                     | 18.5                                     | 21.5                                     |
| Precipitación total (mm)                 | 64                                       | 51                                       | 43                                       | 35                                       | 137                                      | 210                                      | 183                                      | 177                                      | 227                                      | 207                                      | 115                                      | 85                                       | 1534                                     |
| Fuente: Climate-Data.org                 |                                          |                                          |                                          |                                          |                                          |                                          |                                          |                                          |                                          |                                          |                                          |                                          |                                          |

### Ubicación geográfica
San José está en el departamento de Petén y tiene dos accesos terrestres y uno lacustre:
1. al bordear el lago por la carretera que conduce de Flores a San Andrés y San José
2. a través del camino de Flores al Remate, sobre el borde del Lago Peten Itza.
3. Por el lago Petén Itzá, desde Flores a San José.

Los caminos son de tierra con mantenimiento mediano, baches, y se recorren 33 kilómetros de Flores al Casco Urbano de San José.
El municipio está rodeado por municipios del departamento de Petén, exceptuando al norte, en donde limita con Campeche, estado de México.
- Norte: Campeche, estado de México
- Sur: Lago Petén Itzá, Ciudad de Santa Elena de la Cruz y Flores[6]
- Este: Ciudad de Santa Elena de la Cruz, Flores, municipio y cabecera del departamento de Petén
- Oeste: San Andrés, municipio del departamento de Petén

|                   | Norte: Campeche                                               |                                                |
| Oeste: San Andrés |                                                               | Este: Ciudad de Santa Elena de la Cruz, Flores |
|                   | Sur: Lago Petén Itzá Ciudad de Santa Elena de la Cruz, Flores |                                                |

## Gobierno municipal
Los municipios se encuentran regulados en diversas leyes de la República, que establecen su forma de organización, lo relativo a la conformación de sus órganos administrativos y los tributos destinados para los mismos.  Aunque se trata de entidades autónomas, se encuentran sujetos a la legislación nacional y las principales leyes que los rigen desde 1985 son:
| N.º | Ley                                                | Descripción |
| --- | -------------------------------------------------- | --- |
| 1   | Constitución Política de la República de Guatemala | Tiene una regulación legal específica para los municipios en los artículos 253 al 262. |
| 2   | Ley Electoral y de Partidos Políticos              | Ley de carácter constitucional aplicable a los municipios en el tema de la conformación de sus autoridades electas. |
| 3   | Código Municipal                                   | Decreto 12-2002 del Congreso de la República de Guatemala. Tiene la categoría de ley ordinaria y contiene preceptos generales aplicables a todos los municipios, e inclusive contiene legislación referente a la creación de los municipios.             |
| 4   | Ley de Servicio Municipal                          | Decreto 1-87 del Congreso de la República de Guatemala. Regula las relaciones entra la municipalidad y los servidores públicos en materia laboral. Tiene su base constitucional en el artículo 262 de la constitución que ordena la emisión de la misma. |
| 5   | Ley General de Descentralización                   | Decreto 14-2002 del Congreso de la República de Guatemala. Regula el deber constitucional del Estado, y por ende del municipio, de promover y aplicar la descentralización y desconcentración económica y administrativa.                                |

El gobierno de los municipios está a cargo de un Concejo Municipal mientras que el código municipal —ley ordinaria que contiene disposiciones que se aplican a todos los municipios— establece que «el concejo municipal es el órgano colegiado superior de deliberación y de decisión de los asuntos municipales […] y tiene su sede en la circunscripción de la cabecera municipal»; el artículo 33 del mencionado código establece que «[le] corresponde con exclusividad al concejo municipal el ejercicio del gobierno del municipio».
El concejo municipal se integra con el alcalde, los síndicos y concejales, electos directamente por sufragio universal y secreto para un período de cuatro años, pudiendo ser reelectos.
Existen también las Alcaldías Auxiliares, los Comités Comunitarios de Desarrollo (COCODE), el Comité Municipal del Desarrollo (COMUDE), las asociaciones culturales y las comisiones de trabajo. Los alcaldes auxiliares son elegidos por las comunidades de acuerdo a sus principios y tradiciones, y se reúnen con el alcalde municipal el primer domingo de cada mes, mientras que los Comités Comunitarios de Desarrollo y el Comité Municipal de Desarrollo organizan y facilitan la participación de las comunidades priorizando necesidades y problemas.
Los alcaldes que ha habido en el municipio son:
- 2016-2020: Gustavo Tesucún[2]

## Historia
Los habitantes de San José surgen del grupo maya que emigro de Chichen Itzá al escapar de las guerras intertribales durante los siglos XII y XV. El grupo étnico los Itzáes, desciende del Rey Canek, último Cacique Itzá que dirigió la resistencia ante la conquista española. La Palabra Itza en el idioma maya-itza tiene el significado de mago, hechicero, brujo del agua´. San José fue fundado con 200 personas en el Lugar conocido como Ixtutz que significa "lugar poblado por árboles de corozo".

### Época colonial
El 13 de mayo de 1697 por el gobernador de Yucatán, don Martín Ursua y Arismendi. 
El flujo comercial hacia Yucatán se efectuaba a través de un camino construido en 1813, pero camino se cerró y sólo quedan veredas. 

### Tras la independencia de Centroamérica
Tras la Independencia de Centromaérica, Petén fue un distrito dependiente del departamento de Verapaz en el recién formado Estado de Guatemala en 1825; en la constitución del Estado de Guatemala que se promulgó en 1825, también se menciona a San José como parte del Circuito de Flores para la impartición de justicia, en el Distrito N.º 6 de Petén; junto a San José pertenecían a ese circuito Flores, San Andrés y San Benito.
El efímero Estado de Los Altos fue autorizado por el Congreso de la República Federal de Centro América el 25 de diciembre de ese año forzando a que el Estado de Guatemala se reorganizara en siete departamentos y dos distritos independientes el 12 de septiembre de 1839:
- Departamentos: Chimaltenango, Chiquimula, Escuintla, Guatemala, Mita, Sacatepéquez, y Verapaz
- Distritos indepentientes: Izabal y Petén[9]

### Comisión de Límites con México

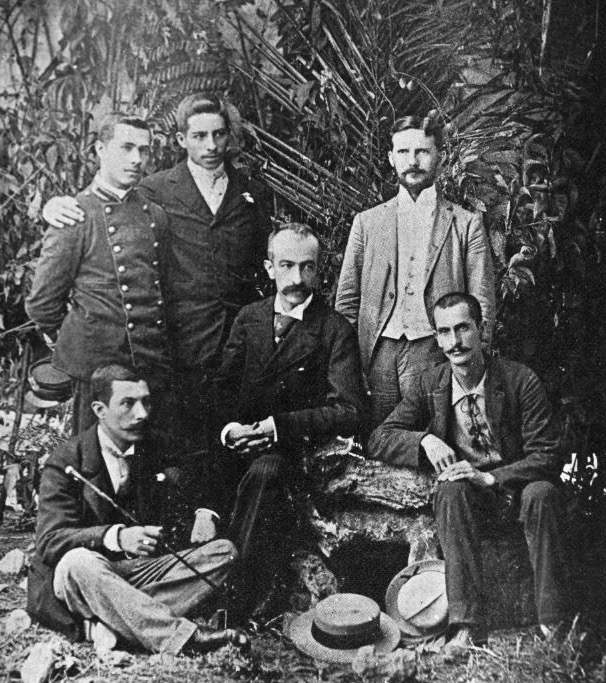
Comisión de ingenieros de Guatemala en el proyecto de la delimitación de límites con México. Al centro, el ingeniero Claudio Urrutia, jefe de la Comisión. Fotografía de La Ilustración Guatemalteca.

En virtud del convenio celebrado en la capital de México el 7 de diciembre de 1877 por los representantes de ambos países, fueron nombradas dos comisiones de ingenieros, una por cada nación para que reconocieran la frontera y levantaran un plano que sirviera para las negociaciones entre los dos países; aunque sólo se hizo un mapa de la frontera comprendida entre las faldas del volcán Tacaná y el océano Pacífico, se celebró la reunión del presidente guatemalteco Justo Rufino Barrios y Matías Romero, representante mexicano, en Nueva York el 12 de agosto de 1882, en la que se sentaron las bases para un convenio sobre límites, en las cuales hizo constar que Guatemala prescindía de los derechos que le asistieran sobre Chiapas y Soconusco y se fijaron los límites definitivos. En noviembre de 1883, se dio principio al trazado de la frontera y al levantamiento del plano topográfico de sus inmediaciones, siendo jefe de la comisión guatemalteca el astrónomo Miles Rock, y sus colaboradores Edwin Rockstroh, Felipe Rodríguez, Manuel Barrera y Claudio Urrutia. En el primer año de trabajo se llegó únicamente al cerro Ixbul, y en el siguiente se buscó llegar al Río Usumacinta o al Río Chixoy, pero fue en extremo difícil debido a que no había caminos en el área.
Por medio del cual el gobierno guatemalteco renunció definitivamente a sus reclamos sobre el territorio de Soconusco y Guatemala perdió cerca de 10,300 km, catorce pueblos, diecinueve aldeas y cincuenta y cuatro rancherías, mientras que México perdió solamente un pueblo y veintiocho rancherías. Fue tan nefasto el convenio para Guatemala, que el informe del director de la Comisión de Límites, el ingeniero Claudio Urrutia, fue confiscado por el gobierno del presidente Manuel Estrada Cabrera cuando se hizo público en 1900, y luego por el gobierno del licenciado Julio César Méndez Montenegro cuando se reimprimió en 1968.
Lo más difícil de sobrellevar fue lo inhóspito de la región de Ixcán en donde en seis meses murieron cerca de trescientos ayudantes. Y, por último, se encontraron con que el río Chixoy estaba más al este de lo que se creía y lo fueron a encontrar cerca de Cobán, muy lejos de la frontera con México. Entre 1884 y 1895 se trabajó en estudios y trazados de las líneas del oeste y norte del Petén, incluyendo la de San José..

### Creación de Melchor de Mencos
En 1962, durante el gobierno del general Miguel Ydígoras Fuentes, se creó el Municipio de Melchor de Mencos y San José perdió las áreas de Tikal, Uaxactún, El Remate, la laguna de Zac Petén, Dos Lagunas, Macanche, que se anexaron al municipio de Flores. Esto ocasionó dificultades entre los habitantes de Flores y San José, motivado probablemente por la raíz histórica del conflicto, debido a que la composición ladina de los moradores de Flores era de origen español-mexicano con una posición económica y urbana privilegiada, que imponía sus condiciones sobre la gente Itzá, indígena, pobre y rural.[cita requerida]
Debido a la oportunidad de conseguir tierra para trabajo la migración de otros grupos étnicos ha cambiado el contraste del municipio de San José, en la actualidad el grupo poblacional es un 24% Itzá, 9% Q'eqchi' y 65% de ladino y el resto de otras etnias mayas. La mayor parte de los descendientes de la población Itzá se encuentran en San José, y algunos en Jobompiche, los Q'eqchíes y ladinos están localizados en Jobompiche, Corozal, San Pedro y Nuevo San José.

## Flora
La flora presente en el municipio es:
| Categoría                           | Listado |
| ----------------------------------- | --- |
| Plantas medicinales                 | Laurel, ruda, corteza de Zapote, hoja de guayabo, copal, hierbabuena, sábila, albahaca, indio desnudo, chaya silvestre            |
| Plantas ornamentales e industriales | Existen tres especies de xate: el cola de quetzal, mano de piedra y el izote poni. También existe una gran variedad de orquídeas. |
| Plantas Textiles                    | Henequén, bayal, mimbre, pita floja y una gran variedad de plantas tintóreas.                                                     |

## Fauna
Entre sus bosques se encuentran las siguientes especies:
| Categoría | Listado |
| --------- | --- |
| Mamíferos | Tepezcuintle, coche de monte, cotuza, conejo silvestre, armadillo, tapir o danta, jaguar, puma, saraguate, mono araña, tacuazín                            |
| Aves      | Pavo dorado, garza blanca, tucán, faisán, gaviota, cuervo, golondrina, carpintero, guacamayas entre otras.                                                 |
| Reptiles  | iguana verde, tortuga blanca, niño dormido, boa o masacuata, zumbadora, coral, mano de piedra, y cascabel, todas éstas en peligro de extinción en el área. |

## Parques y lugares turísticos
En este municipio ya existen en desarrollo las rutas turísticas como, los centros arqueológicos entre los cuales podemos mencionar; El Zapote, La Muralla, Zacatal, Motul, El Mirador, con sus playas color agua y verde jade. San José ya cuenta con los siguientes sitios arqueológicos; Nakbé, El Guiro, Bejucal, Chachaclum, San Pedro, Uxpetén, El Astillero, Piedra Blanca, El Quetzal, Jobompiche, Cerro Cahuí que da apariencia de un lagarto o cocodrilo, El Palmar y el Tzots.
El Mirador se encuentra entre los límites del municipio y a 105 km al norte de Tikal. Su zona urbana se extiende sobre al menos entre 10 y 15 km². Es el sitio arqueológico más monumental de la ingeniería y arquitectura maya por sus grandes pirámides. El Centro de la ciudad Antigua se divide en dos grupos, el Oeste y el Complejo de la Danta o Grupo Este, el mirador tuvo una ocupación continua desde el Período Preclásico hasta el Clásico Tardío. Se encontró cerámico tipo Mamom (Preclásico Medio) y Chicanel (300 a. C. a 100) la más tardía encontrada a fines de Preclásico y principios del Clásico fue la Cerámica Tzakol, alrededor de 300.
A cuatro kilómetros de San José hacia el Oriente, se encuentra situada las Ruinas de Motul, según datos obtenidos de personas que conocen bien el lugar y saben el contenido de su nombre, explican que Motul viene de la etimología maya "Mu ul tul" que significa en castellano "Galería llena". A la entrada se ve una estela maya, con la figura de un monarca, que yace en tierra por motivo de encontrarse quebrada. Las demás estelas se encuentran bajo Montículos.
También se encuentra la ruta a la reserva de la Biosfera Maya Itzá que tiene un atractivo camping que alberga al visitante. Dentro de los servicios que se obtienen dentro de este proyecto existen en el centro de la reserva, la escuela de idioma español que está designada como una empresa comunitaria como una alternativa económica que beneficia a varias familias. Las familias beneficiadas con este proyecto son las anfitrionas que albergan estudiantes , los profesores que enseñan el Idioma Español a los estudiantes extranjeros, los Guarda Recursos Forestales que velan por la reserva de la Bio Itza dentro de este enlace al turismo se encuentran grupos de mujeres organizadas que trabajan en proyectos de jabones y tinturas naturales que benefician al 75% de la economía familiar. Un 25% son destinados para gastos de administración (compra de materiales e insumos)
El Biotopo Protegido Cerro Cahuí es una reserva de selva tropical húmeda, abarca 650 hectáreas e incluye un cerro que cuenta con alturas entre los 110 y los 300 metros sobre el nivel del mar. El Biotopo fue establecido a partir de abril de 1989. Desde sus inicios, es administrado por el Centro de Estudios Conservacionista (CECON) de la Universidad de San Carlos de Guatemala. Los suelos del Cerro Cahuí, como los de cualquier otra selva tropical, son sumamente frágiles debido a su composición y poca profundidad, por lo que no son aptos para la agricultura ni para la ganadería, sino únicamente para el uso sostenible y la protección de sus recurso naturales. Las gambas o contrafuertes son adaptaciones de las raíces que permiten a los grandes árboles fijarse y sostenerse en suelos tan frágiles. Las gambas son grandes y fuertes y sirven de refugio a insectos, reptiles y mamíferos pequeños a quienes proveen de sombra y abrigo. Además almacenan agua de lluvia en sus cavidades la cual es aprovechada por los animales. Dentro del área existe una gran cantidad de montículos aún no estudiados, pero que fueron saqueados por traficantes de piezas arqueológicas, conocidos como «guecheros», antes que el área se protegiera. En la entrada del Mirador maya a mano derecha, se encuentra un pequeño sitio arqueológico formado por un complejo de tumbas.